# I Do Not Want What I Haven't Got
I Do Not Want What I Have't Got is het tweede studioalbum van de Ierse zangeres Sinéad O'Connor uit 1990. 

## Achtergrond
Het album bevat O'Connors bekendste nummer, het door Prince geschreven Nothing Compares 2 U. Net als de voorganger The Lion and the Cobra bevat het album veel maatschappij-kritische teksten. Het nummer I Am Streched on Your Grave is gebaseerd op een anoniem, 17-eeuws Ierse gedicht (Ierse titel "Táim sínte ar do thuama") dat door O'Connor en de Ierse muzikant Philip King op muziek gezet is. Het openingsnummer, Feels So Different, begint met het Gebed om Kalmte van Reinhold Niebuhr. Het album is opgedragen aan de familie van Colin Roach, een zwarte jongen die in 1983 bij een politiebureau in Stoke Newington werd doodgeschoten. Het nummer Black Boys on Mopeds gaat mede hierover.

## Ontvangst
Het album werd lovend ontvangen door de muziekpers. Het werd in 1991 genomineerd voor vier Grammy Awards, waaronder Album van het Jaar, Beste Vrouwelijke Popartiest, Beste Muziekvideo en Beste Alternatieve Artiest. In die laatste categorie won O'Connor ook, maar zij weigerde echter de nominaties en prijzen te accepteren. Het tijdschrift Rolling Stone zette in 2012 het album op plek 408 van de lijst met de 500 beste albums aller tijden. In 2020 stond het op plek 457 in deze lijst. 
Ook commercieel was het album een succes. Het behaalde de eerste plaats in de albumhitlijsten van Australië, België, Canada, Duitsland, Griekenland, Ierland, IJsland, Italië, Nederland, Nieuw-Zeeland, Noorwegen, Oostenrijk, het VK, de VS, Zweden en Zwitserland. Dit leverde O'Connor een vijfvoudig platina plaat op in Canada, dubbel platina in het VK en de VS, en platina zes landen waaronder Nederland. 
Het album bevat de beroemdste single van O'Connor, Nothing Compares 2 U dat in 1990 een nummer 1-hit werd in onder andere Nederland, de Verenigde Staten, het Verenigd Koninkrijk en Canada. De andere singles van dit album zijn Jump in the River, The Emperor's New Clothes en Three Babies.

## Tracklijst
Alle muziek en teksten zijn geschreven door Sinéad O'Connor, tenzij anders aangegeven. 
| 1.                 | Feel So Different                |                                                                                        | 6:47 |
| 2.                 | I Am Stretched on Your Grave     | Traditioneel, bewerkt door Philip King, Chris Birkett, John Reynolds & Sinéad O'Connor | 5:33 |
| 3.                 | Three Babies                     |                                                                                        | 4:47 |
| 4.                 | The Emperor's New Clothes        |                                                                                        | 5:16 |
| 5.                 | Black Boys on Mopeds             | Karl Wallinger & Sinéad O'Connor                                                       | 3:53 |
| 6.                 | Nothing Compares 2 U             | Prince                                                                                 | 5:10 |
| 7.                 | Jump in the River                | Sinéad O'Connor & Marco Pirroni                                                        | 4:12 |
| 8.                 | You Cause as Much Sorrow         |                                                                                        | 5:04 |
| 9.                 | The Last Day of Our Acquaintance |                                                                                        | 4:40 |
| 10.                | I Do Not Want What I Haven't Got |                                                                                        | 5:47 |
| Totale duur: 51:09 |                                  |                                                                                        |      |

### Bonusdisc
In 2009 is het album opnieuw uitgebracht in 2cd-uitgave. Op de tweede cd staat een verzameling covers, remixes en live-uitvoeringen:
1. Night Nurse (cover van Gregory Isaacs)
2. My Special Child
3. Damn Your Eyes
4. Silent Night
5. You Do Something To Me (cover van Cole Porter)
6. Mind Games (cover van John Lennon)
7. What do You Want
8. I Am Stretched on Your Grave (Apple Brightness Mix)
9. Troy (live)
10. I Want Your (Hands on Me) (live)
11. The Value of Ignorance

## Bezetting
- Sinéad O'Connor - zang, akoestische gitaar, elektrische gitaar, keyboards, arrangementen, producent
- Marco Pirroni - gitaar op "The Emperor's New Clothes"
- David Munday - akoestische gitaar en piano op "You Cause As Much Sorrow"
- Andy Rourke - basgitaar op "The Emperor's New Clothes", "Jump in the River" en "You Cause As Much Sorrow", akoestische gitaar op "Jump in the River"
- Jah Wobble - basgitaar op "The Last Day of Our Acquaintance"
- John Reynolds - drums en percussie op "The Emperor's New Clothes", "You Cause As Much Sorrow" en "The Last Day of Our Acquaintance"
- Kieran Kiely - keyboards, accordeon, piano
- Steve Wickham - viool op "I Am Stretched on Your Grave"
- The Muses - achtergrondzang
- Philip King - zang, melodiearrangement
- Nick Ingman - dirigent, orkestleider, strijkersarrangement op "Feel So Different"
- Karl Wallinger - arrangementen